# Meishan, Datian
Meishan (kinesiska: 梅山) är en köping i sydöstra Kina. Den ligger i Datian härad i staden Sanming i provinsen Fujian, omkring 140 kilometer väster om provinshuvudstaden Fuzhou. Antalet invånare är 14 188. Befolkningen består av 6 658 kvinnor och 7 530 män. Barn under 15 år utgör 14,0 %, vuxna 15-64 år 73 %, och äldre över 65 år 12,0 %.